# Bassin de la Villette

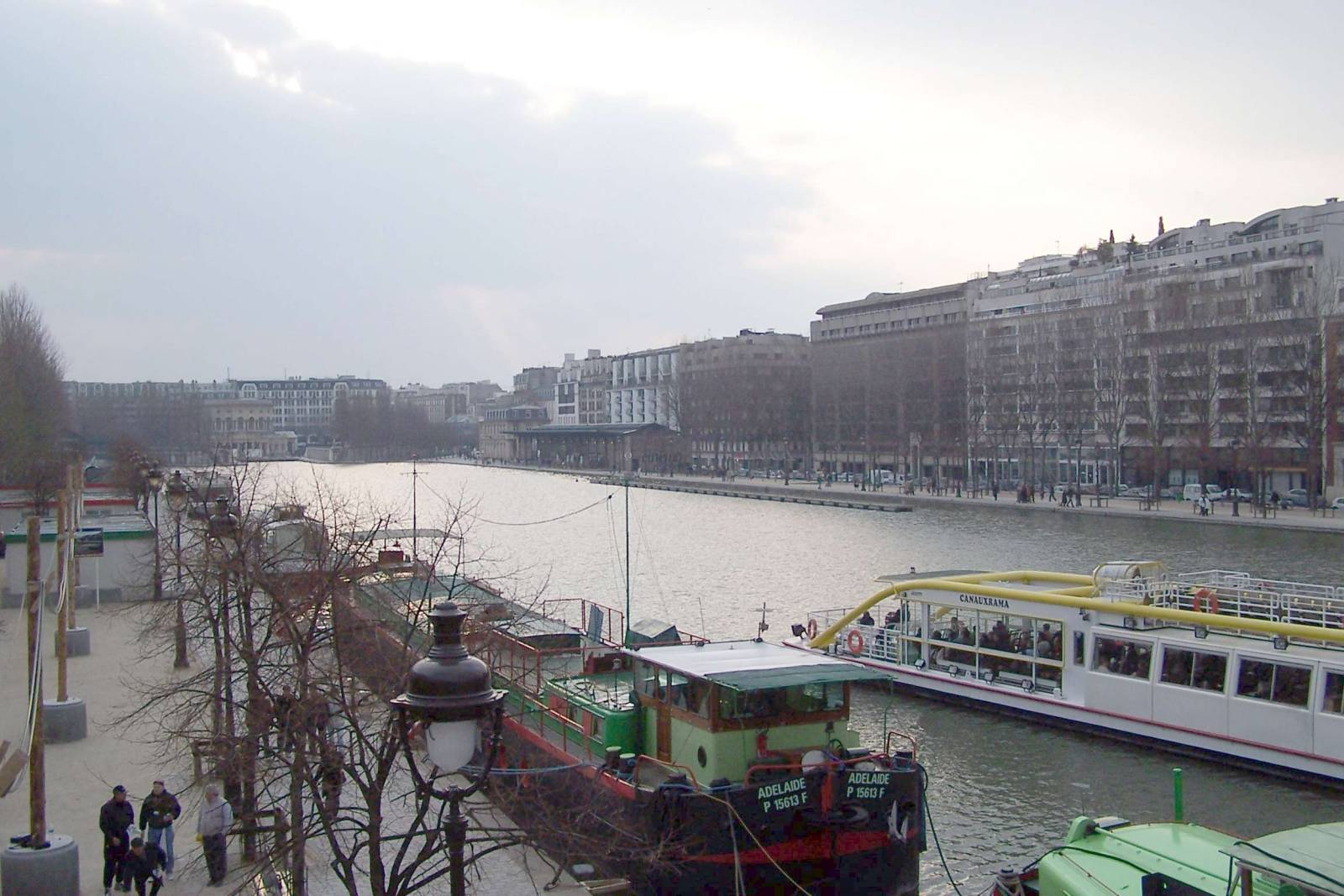
Le bassin de la Villette.

Le bassin de la Villette est le plus grand plan d'eau artificiel de Paris. Il a été mis en eau le 2 décembre 1808. Situé dans le 19e arrondissement de la capitale, il relie le canal de l'Ourcq et le canal Saint-Denis au canal Saint-Martin et constitue l'un des éléments du réseau des canaux parisiens.
Il est composé de deux bassins distincts de part et d'autre du pont levant de la rue de Crimée, construit en 1885.
En 2009, à l'occasion des deux cents ans du bassin, une exposition « le Bassin de la Villette de 1809 à 2009 » s'est tenue à Paris.

## Présentation et situation

### Premier bassin

Plan du premier bassin.

Doté d'un tirant d'eau de 2,60 mètres, ce bassin rectangulaire, d'une longueur de 699 mètres pour 70 de large, s'ouvre un peu après le pont de la rue de Crimée, dernier pont levant de Paris, près du magasin général, et se termine à la rotonde de la Villette, laquelle jouxte la place de la Bataille-de-Stalingrad. Ce bassin accueille également des comptoirs pour croisières fluviales, ainsi qu'un complexe cinématographique MK2, dont l'originalité, outre son implantation dans d'anciens portiques en fonte reconvertis, est assurée par une liaison par bateau électrique de part et d'autre du bassin.
Le bassin est bordé au nord par le quai de la Seine et au sud par le quai de la Loire, que la passerelle de la Moselle relie en leur milieu.
Au sud du bassin, près des cinémas, les quais ont été nommés en mémoire de personnalités du 7e art : promenade Jeanne-Moreau et promenade Signoret-Montand (rive gauche) et promenade Jean-Vigo (rive droite).
Au nord du bassin, où se situent le port de plaisance et le centre nautique, les quais ont pris le nom de personnalités liées à l'histoire de la navigation à voile : promenade Florence-Arthaud (rive gauche) et promenade Éric-Tabarly (en face, rive droite).

### Second bassin
Le second bassin, mesure 30 m de large et 730 m de long. Ce bassin, auquel on donne souvent le nom de « canal de l'Ourcq », longeait à l'origine les arrières de l'ancien village de La Villette.
À son extrémité nord, on trouve le « rond-point des canaux », où convergent le bassin de la Villette, le canal de l'Ourcq, qui conduit depuis plus de 100 km l'eau de la rivière Ourcq, et le canal Saint-Denis (qui, avec une longueur de 6 647,50 m et une pente de 28,45 m, rejoint la Seine à Saint-Denis), ainsi que la darse du Fond-de-Rouvray (port pour les bateaux du service des Canaux).

## Historique

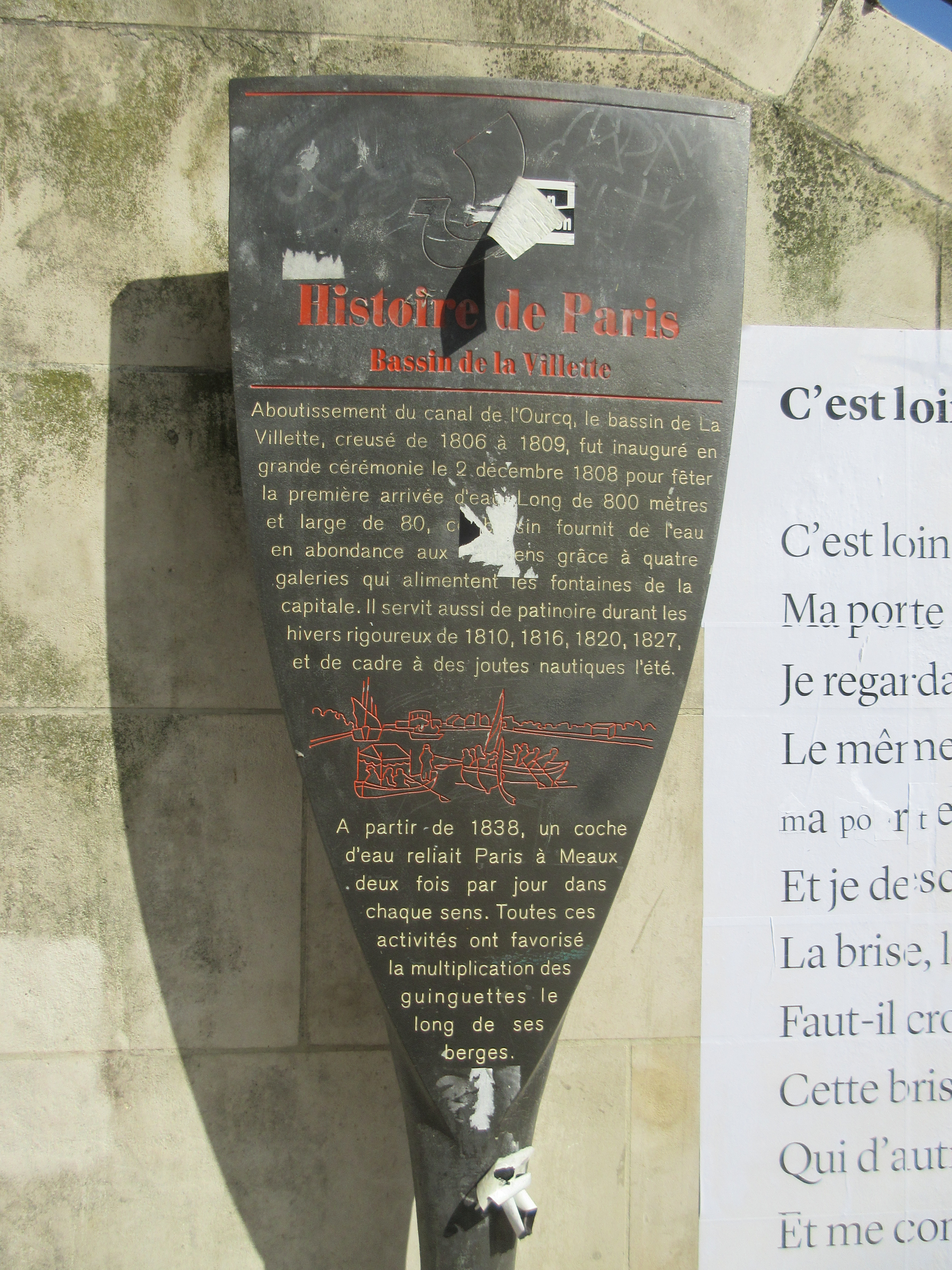
Panneau Histoire de Paris
« Bassin de la Villette ».

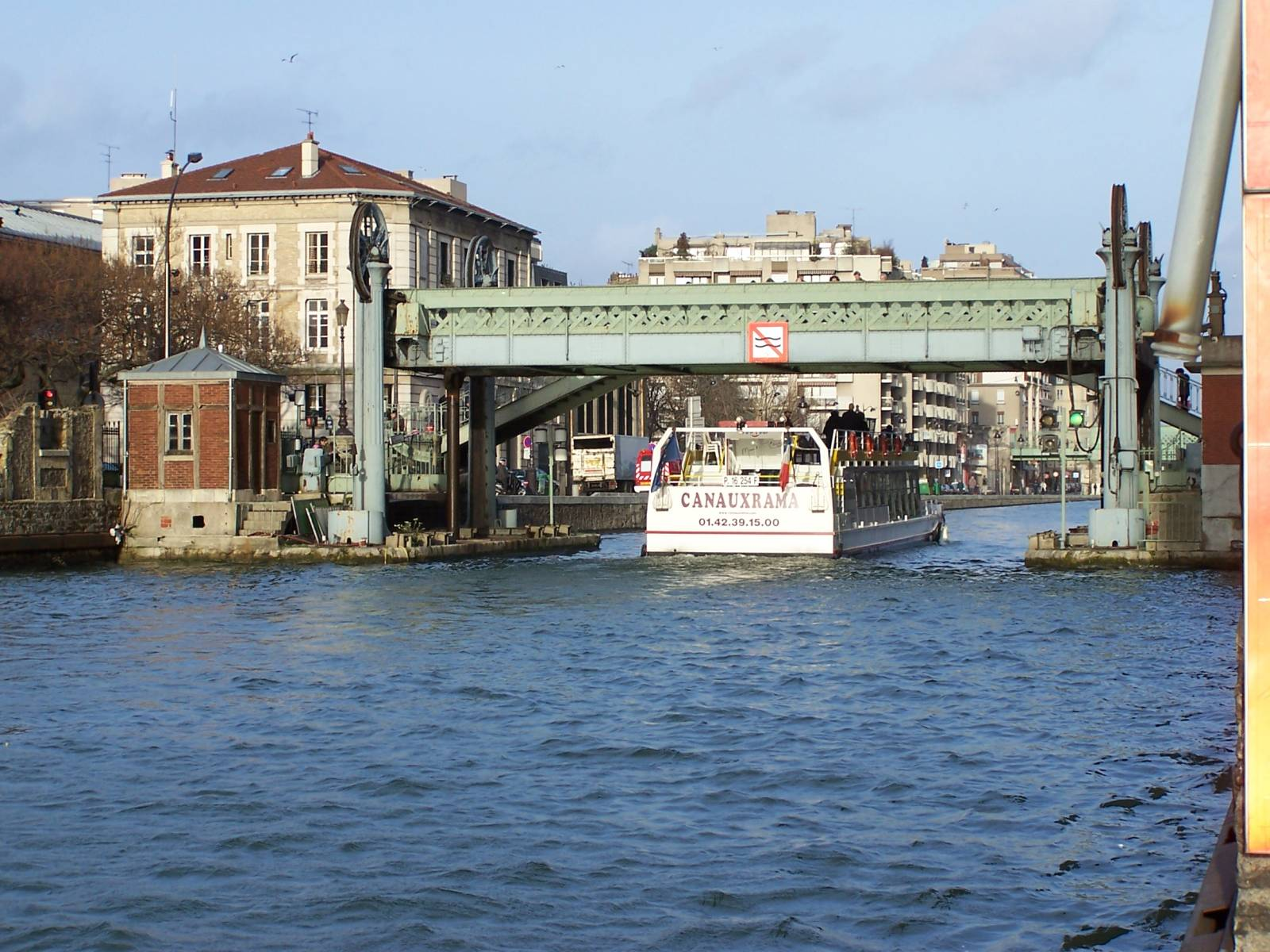
Le pont levant de la rue de Crimée.

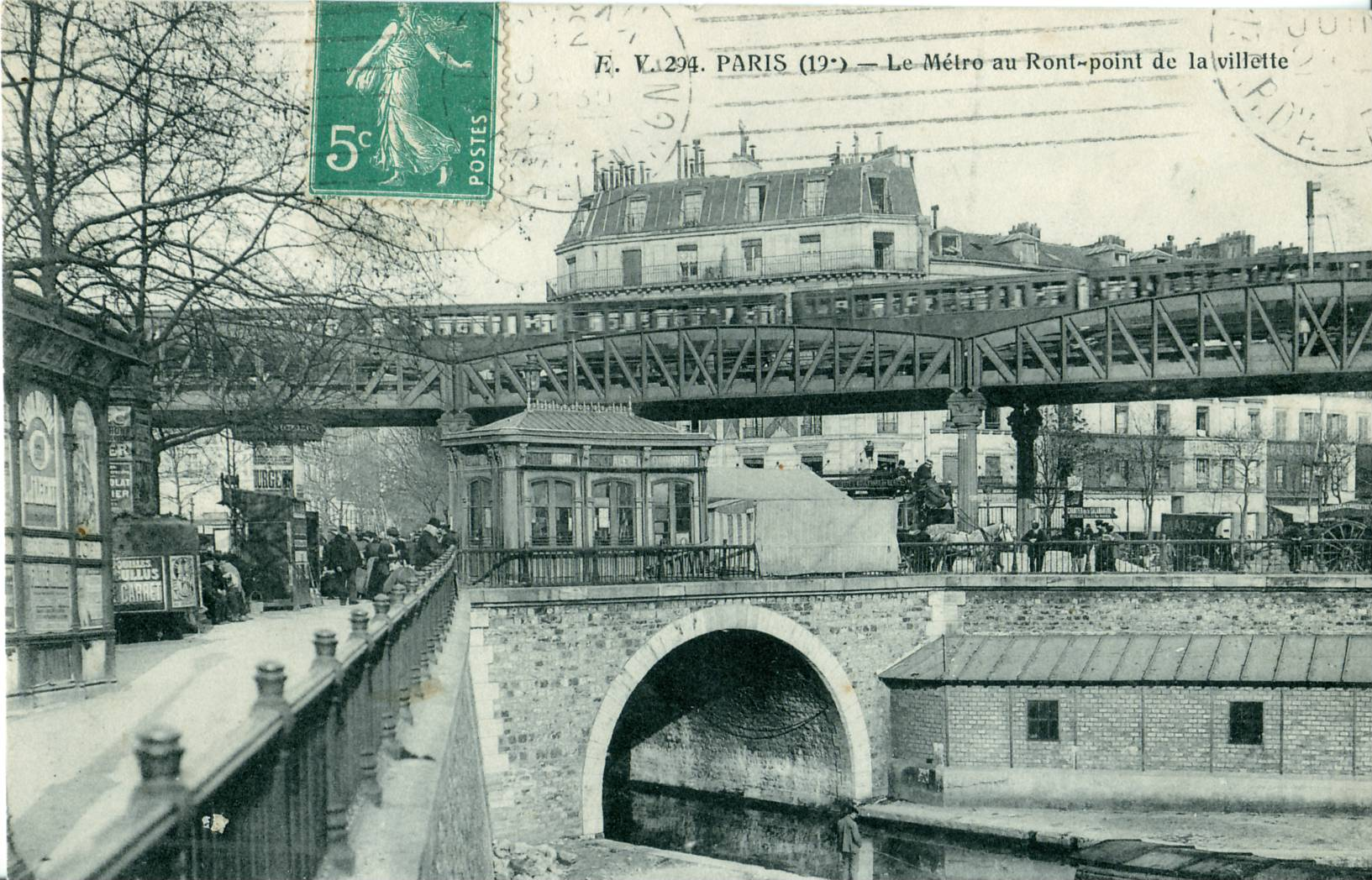
L'extrémité du bassin au rond-point de la Villette (place de la Bataille-de-Stalingrad).
On voit sur cette carte postale du début du XXe siècle l'extrémité du bassin de la Villette qui se transforme en canal Saint-Martin. Sur l'embouchure du canal se trouve un kiosque de la Compagnie générale des omnibus, qui était une des compagnies de tramways et de bus de Paris. Au-dessus se trouve le viaduc de la ligne 2 du métro de Paris alors exploitée par la CMP.

Le premier bassin de la Villette a servi à différentes activités.
Sa première fonction était de servir de réserve d'eau potable aux Parisiens. Sa seconde fonction, associée au second bassin, était de fournir l'eau nécessaire pour la navigation sur les canaux de Saint-Denis et de Saint-Martin.
Au début du XIXe siècle, ce premier bassin était entouré de jardins, où les Parisiens venaient passer des moments agréables (promenades en été, patinage en hiver). Mais l'ère industrielle des années 1850, voit disparaître cet aspect loisir. Des dépôts de marchandises fleurissent alors sur les berges.
En 1832, Paris fut touché par la grande épidémie de choléra. Les Parisiens utilisant l'eau issue du bassin de la Villette furent moins durement touchés que ceux utilisant l'eau de la Seine (pompes à feu de Javel, pompe à feu de la Samaritaine), car les eaux usagées de la capitale étaient déversées dans le fleuve, comme surtout les déchets de l'Hôtel-Dieu (où se trouvaient de nombreux malades), qui enjambait le petit bras entre l'île de la Cité et la rive gauche.
À la fin du XIXe siècle, l'activité commerciale se développe.
En 1882 est créée la passerelle de la Moselle (haute de 13 mètres, et d'une portée de 85 mètres), construite par Armand Moisant,. Elle est ornée d'une horloge de 3 mètres de diamètre. Cet ouvrage, devenu vétuste, est remplacé en 1966.

### Le transport fluvial et le rôle économique du bassin

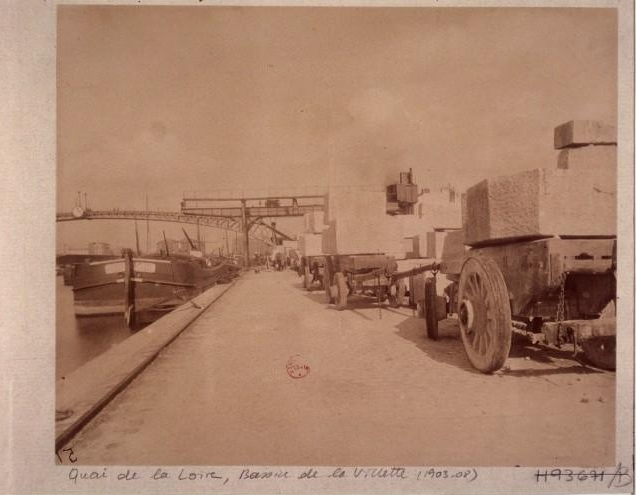
Le quai de la Loire vers 1903-1908.

Autour du site des canaux se développa, dès le second quart du XIXe siècle, une intense activité de fret et portuaire. Dans la dernière moitié du même siècle, il fut le support d'une industrialisation très importante, à Paris comme sur le territoire de l'actuelle Seine-Saint-Denis. À la même époque, le trafic portuaire du bassin de la Villette était à son apogée, et équivalait celui du port de Bordeaux.
Ce trafic de fret a connu, dans le courant du XXe siècle, des pics importants liés, pour l'essentiel, à l'activité du secteur du bâtiment et des travaux publics (BTP) après les grands conflits mondiaux. En décroissance constante depuis le milieu du XXe siècle, ce trafic, devenu nul pour le bassin de La Villette, est actuellement descendu pour l'ensemble des canaux parisiens à son plus bas niveau historique (autour d'un million de tonnes en l'an 2000).
Dans le même temps commence à se mettre en place, difficilement cependant, à partir du bassin de la Villette, des transports de passagers à caractère touristique.

## Le bassin et les activités culturelles et de loisir

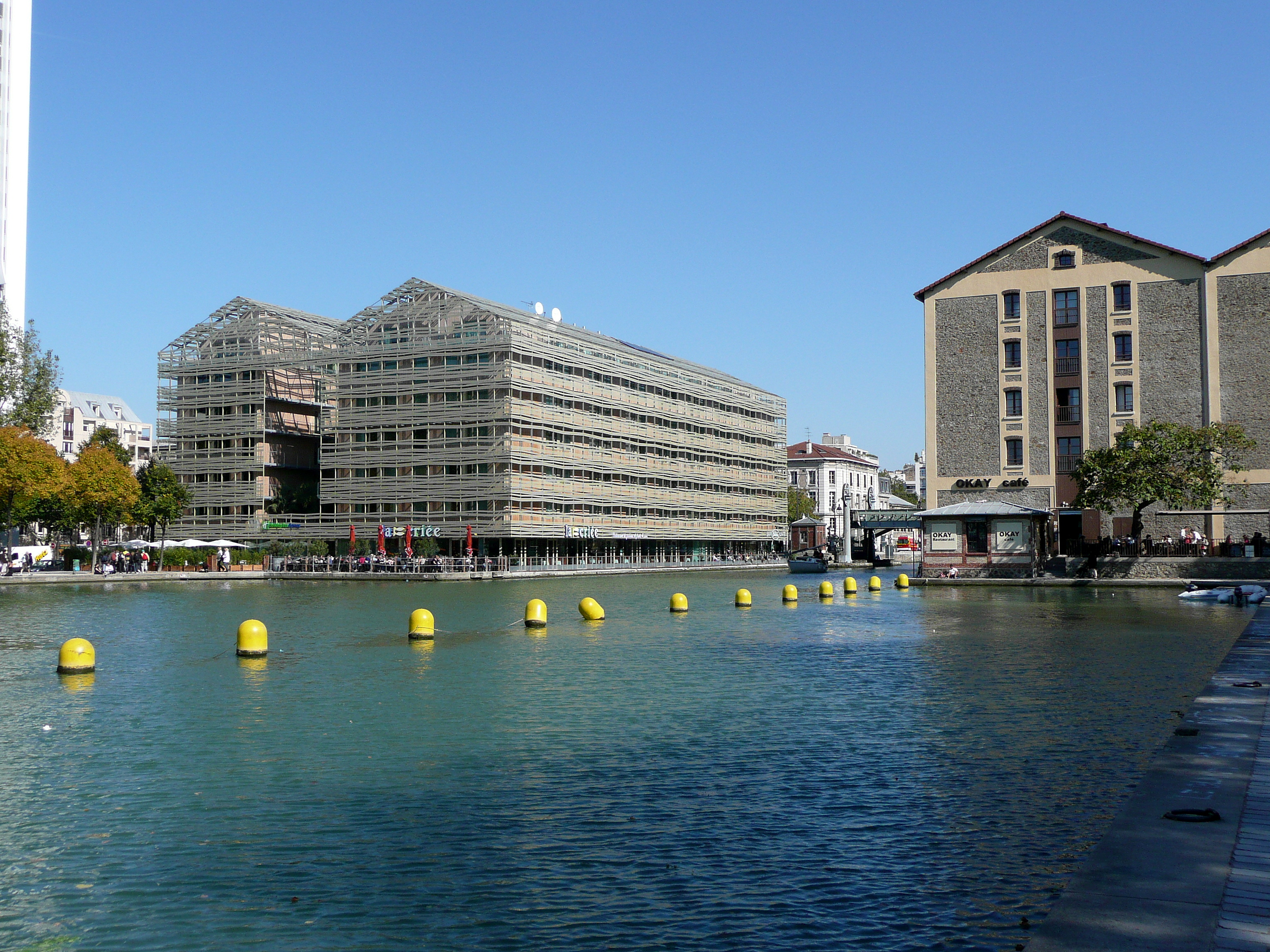
Les bâtiments du nord-est du bassin.

Tout au long de l'année, des péniches-spectacles s'amarrent aux bords du bassin, proposant des activités culturelles telles que du théâtre, du cinéma, des concerts, etc.
À la saison estivale, les bords du bassins accueillent pêcheurs, boulistes et pique-niqueurs. Les soirs d'été, il n'est pas rare que la rive gauche (exposée plus longtemps au soleil) soit occupée d'un bout à l'autre.
Chaque année au mois de juin est organisée la fête du bassin. De part et d'autre sont proposées des activités festives (concerts, mini-spectacles, expositions). La fête se clôt par un grand feu d'artifice tiré de la passerelle.
Les 24 et 25 septembre 2011, la fête des sorties culturelles a eu lieu sur le bassin.

### Base nautique de la Villette
Ouverte en 1995 au 15-17, quai de la Loire, la base nautique de la Villette accueille les parisiens les samedis et dimanches matin, de septembre à juin, pour une initiation au canoë-kayak et à l'aviron. En semaine, la base accueille les scolaires.
En 2004, la base nautique cède la place aux cinémas MK2 et déménage au 41 bis, quai de la Loire, au rez-de-chaussée des anciens magasins généraux.
Depuis 2007, la base nautique assure certaines des animations estivales (voilier, canoë-kayak, pédalo, paddle) de Paris Plages.
En 2019, dans le cadre d'un budget participatif remporté par le Collectif des usagers de la base nautique de la Villette, la base nautique bénéfice d'une modernisation de ses installations (doublement et barriérage du ponton, rénovation interne) et d'un renouvellement du matériel nautique.

### Paris-plage
Depuis 2007, une extension de l'opération Paris Plages a pris possession d'une grande partie du quai de la Seine, proposant guinguettes, restaurants, activités nautiques (barque, canoë-kayak, pédalo, paddle) encadrées par les animateurs de la base nautique de la Villette, espace ludique pour enfants, terrains de pétanque, etc. En 2018, pour communiquer sur l'affluence dans les bassins et garantir le respect de la jauge de sécurité, la ville de Paris installe des capteurs qui mesurent le nombre de personnes dans les différents bassins.
En 2017, trois bassins ont été mis en place quai de la Loire par la Ville de Paris, en aval de la passerelle de la Moselle. Sur cet espace de 90 mètres de longueur pour 16 mètres de large, les bassins sont dotés d'un fond immergé d'une profondeur respective de 40 centimètres, de 100 à 120 centimètres, et de 2 mètres. La baignade est ouverte du 15 juillet au 15 septembre 2017. Elle devrait ouvrir mi-juin pour les années suivantes. Le maire-adjoint chargé des sports, Jean-François Martins, précise : « Nous voulons montrer au Comité international olympique (CIO) que nous avons le savoir-faire, que l’on tient nos promesses et que notre dossier n’est pas de la science-fiction ».

### Évènements de natation
En 2012, l'association Swim Paris tente de faire revivre l'évènement « La Traversée de Paris à la nage », course qui à partir de 1905 et pendant près de 50 ans a attiré des milliers de Parisiens et de visiteurs de toute l’Europe. Aucune course de natation en eau libre n'avait plus eu cours dans la capitale. L'évènement n'a pas eu lieu, la préfecture de police de Paris n’ayant pas donné son autorisation.
Le 6 septembre 2015, une poignée d’anciens champions de natation réunis autour de Stéphan Caron, médaillé olympique, Laurent Neuville et Harald Eltvedt font renaître l'évènement avec « Paris à la nage », au bassin de la Villette. Pour cette première édition, l'Agence régionale de santé (ARS) avait donné son accord pour que 150 nageurs puissent se jeter à l'eau. Après le succès de cette première édition, Stéphan Caron, Laurent Neuville et Harald Eltvedt lancent l'Open Swim Stars Harmonie Mutuelle « Paris à la Nage », qui réunit plus de 1 000 participants autour de trois courses de natation en eau libre de un, deux et cinq kilomètres dans le bassin de la Villette les 2 et 3 juillet 2016.
Dans le sillon de cette initiative, le 28 août 2016 s'est déroulé l’événement Fluctuat, organisé par la Fédération française de natation, pendant lequel diverses activités aquatiques sont autorisées. Les nageurs Aurélie Muller et Marc-Antoine Olivier y sont présents. En 2018, la Fluctuat intègre l'EDF Aqua Challenge, devenant ainsi l'étape parisienne de ce championnat de France de natation en eau libre.

Vues diverses du bassin
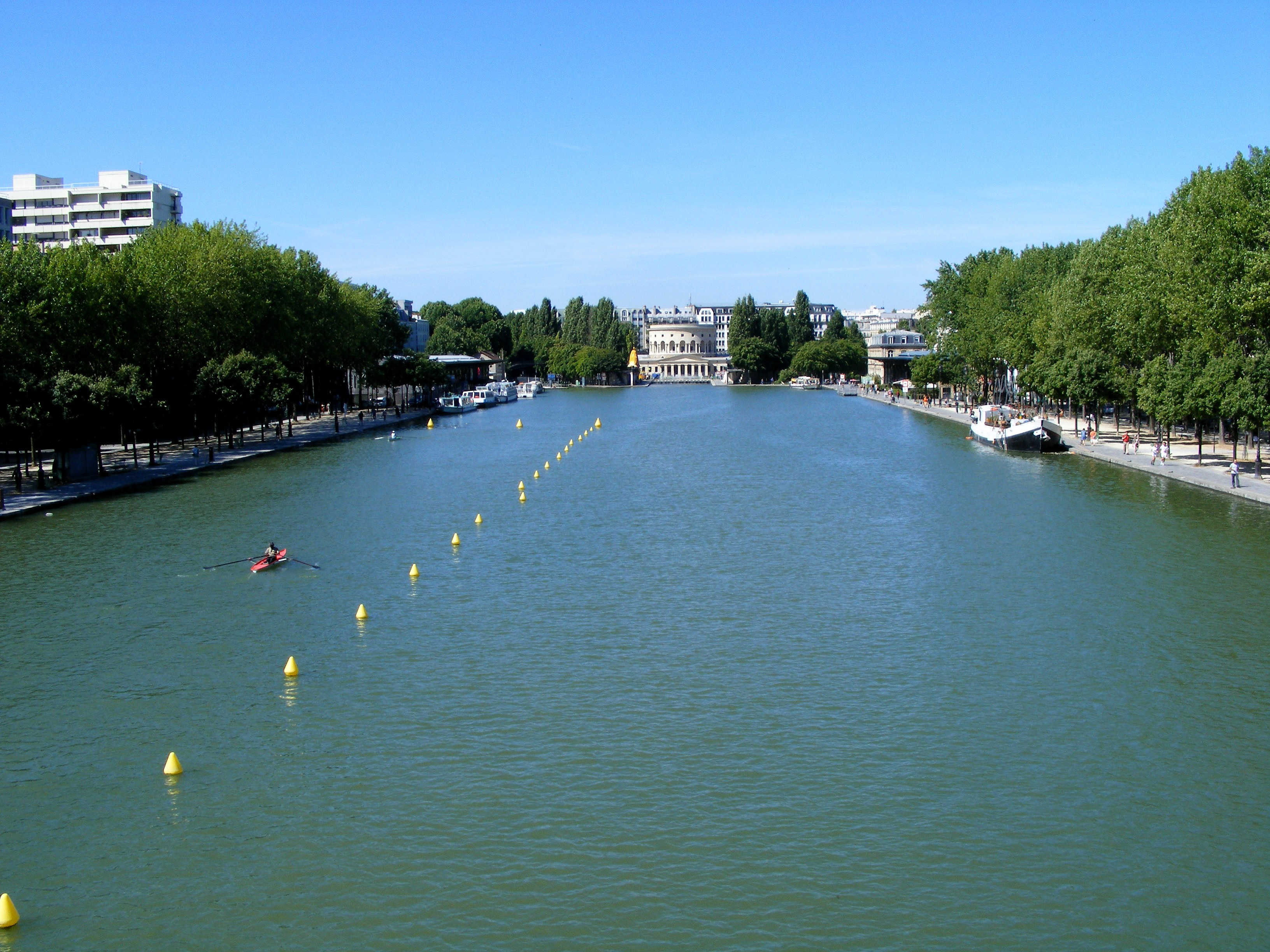
Bassin de la Villette depuis la passerelle centrale vers la rotonde de la Villette.
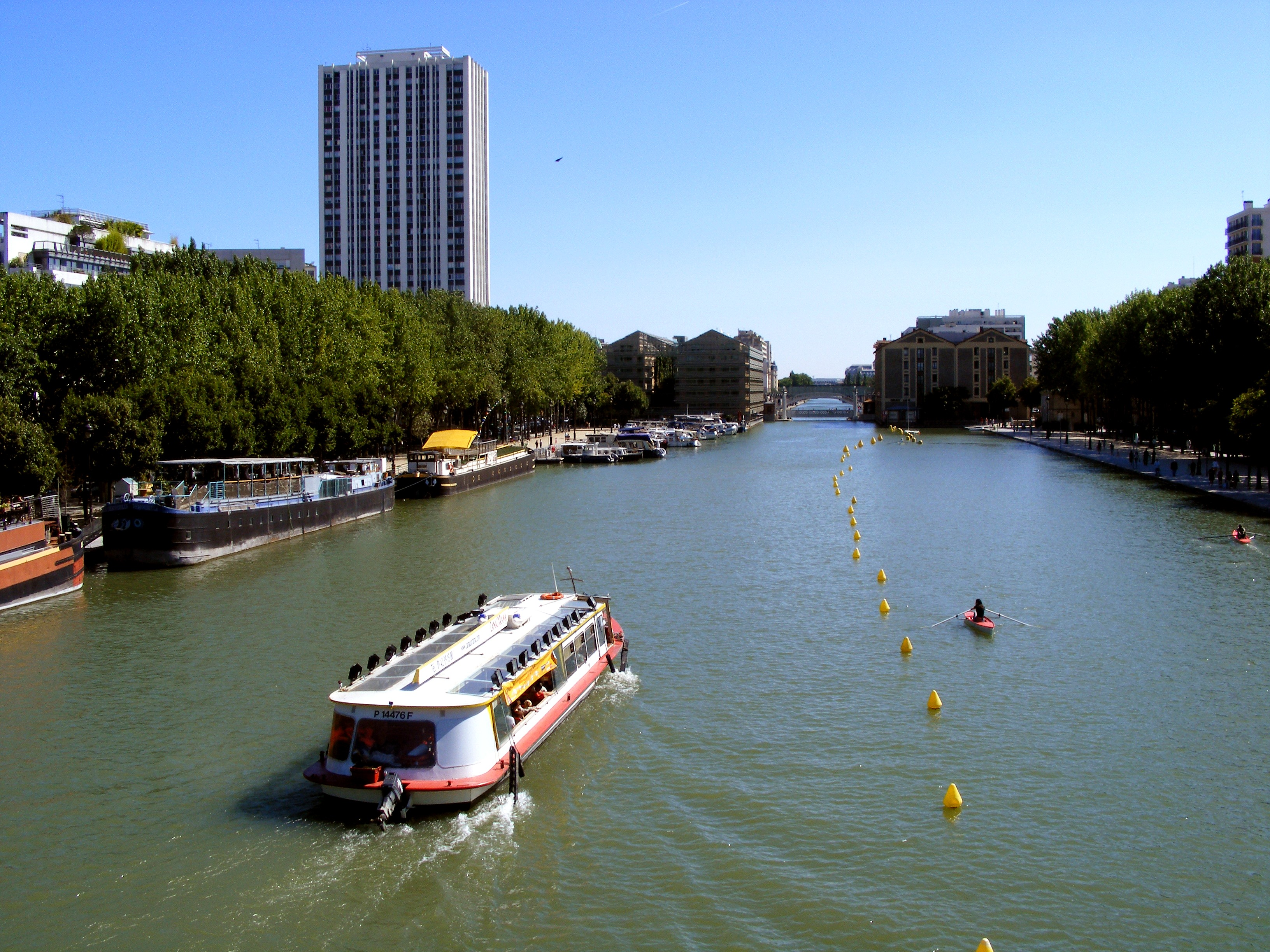
Bassin de la Villette depuis la passerelle centrale vers les anciens magasins généraux.
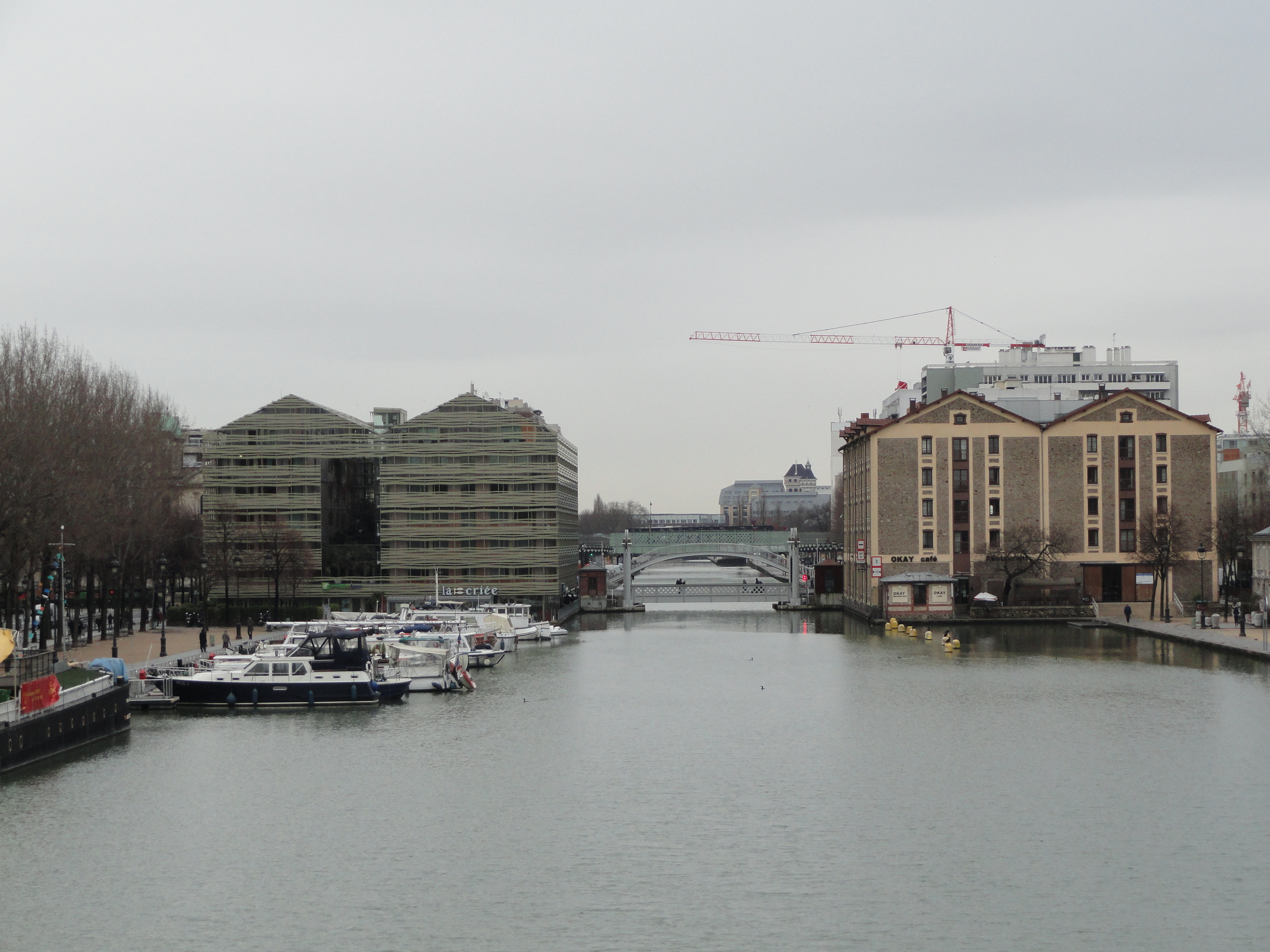
Bassin de la Villette en hiver, depuis la passerelle centrale. Entre les anciens magasins généraux, au fond, vue sur les anciens Grands Moulins de Pantin.
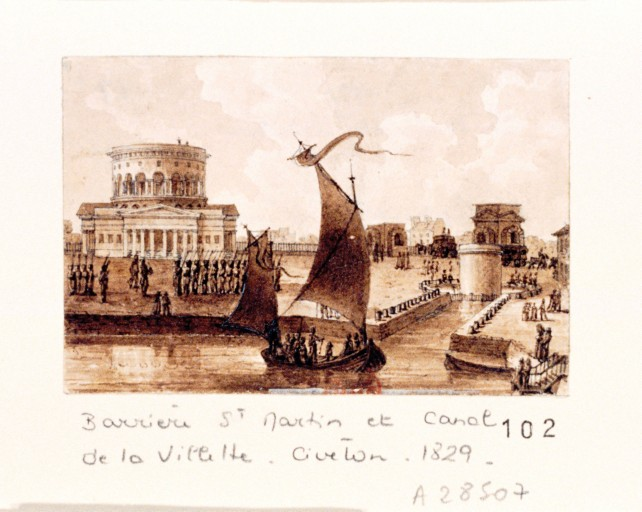
La barrière Saint-Martin et le canal de la Villette au début du XIXe siècle, par Christophe Civeton.
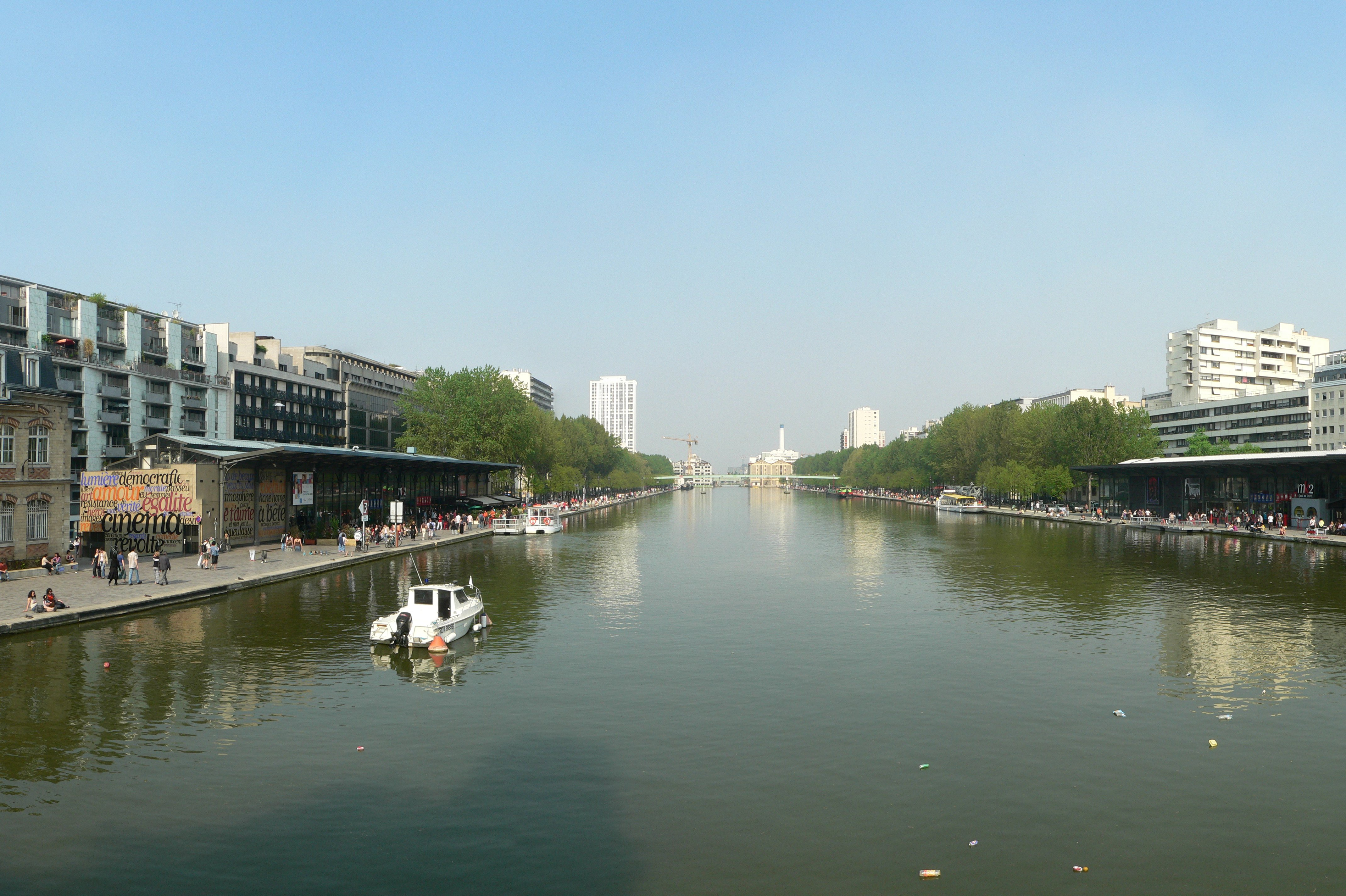
Vue depuis la rotonde de la Villette vers les anciens magasins généraux.